# Punica (epos)
Punica – epos historyczny autorstwa rzymskiego poety Syliusza Italikusa. Utwór ten jest najdłuższym poematem epickim w literaturze starożytnego Rzymu. Składa się z siedemnastu ksiąg. Liczy ponad dwanaście tysięcy wersów. Jest wzorowany na Eneidzie Wergiliusza. Zgodnie z tradycją został skomponowany heksametrem daktylicznym. Opowiada o drugiej wojnie punickiej, która rozgrywała się w latach 218–201 p.n.e.